# La Ballade de l'impossible
La Ballade de l'impossible (ノルウェイの森, Noruwei no mori) est le cinquième roman de l'écrivain japonais Haruki Murakami, paru en 1987 au Japon.
Le roman aborde les thèmes de la perte d'êtres proches et de la sexualité naissante. Toru Watanabe, le narrateur, se replonge dans ses souvenirs d'étudiant à Tokyo dans les années 1960 où il développe en même temps des relations avec deux filles aux profils très différents : la fragile et instable Naoko et l'extravertie Midori.
Il donne lieu à une adaptation cinématographique du même nom fin 2010 réalisée par Tran Anh Hung.
Une partie de l’histoire s’appuie sur la nouvelle Hotaru - La luciole - publiée dans le recueil de nouvelles Saules aveugles, femme endormie.

## Titre
Le titre original du livre Noruwei no mori est la traduction de la chanson des Beatles Norwegian Wood (This Bird Has Flown). La chanson est souvent mentionnée dans le livre et est la chanson préférée de Naoko. Mori est le mot japonais pour décrire la forêt et non le matériau, bien que les paroles de la chanson fassent clairement référence à ce deuxième sens. Les descriptions de forêt sont à maintes fois présentes dans le livre, dont notamment la forêt entourant le dortoir Wakeijuku où le protagoniste, à l'image de l'auteur dans sa jeunesse, séjourne.